# Playa Vista
Playa Vista è un quartiere situato nella zona di Westside a Los Angeles, in California. L'area è stato il quartier generale della Hughes Aircraft Company dal 1941 al 1985 e il sito della costruzione dell'aeromobile Hughules Hercules "Spruce Goose". Lo sviluppo dell'area è iniziato nel 2002 come comunità pianificata con edifici residenziali, commerciali e di vendita al dettaglio. Insieme a Santa Monica e Venice, Marina del Rey, Playa del Rey, Culver City, El Segundo e Mar Vista, è diventata nota come Silicon Beach.